# 严可求
严可求（？—930年11月19日），或作严求，作为五代十国时期吴国摄政徐温及吴国三位统治者杨渥、杨隆演和杨溥的谋主，是吴国的重臣。

## 家世
严可求生年不详，是同州人（《九国志》作冯翊人）。父严实曾任唐朝江淮水陆转运判官，在当时的淮南军部、未来吴国的都城广陵安家。严可求少年时聪明有心计，成为淮南节度使杨行密部将徐温的宾客。通过徐温和杨行密的关系，他成为杨行密的幕僚，常向杨行密提建议。

## 效力杨行密
尽管严可求直接效力于杨行密，却和徐温紧密联盟。天復三年（903年），杨行密的妻弟和部将奉国军节度使朱延寿计划加入杨行密部将宁国军节度使田頵和润州团练使安仁义的叛乱，严可求向徐温提出诱捕朱延寿的计划，徐温告诉杨行密，杨行密也采纳了——他对妻子朱夫人即朱延寿的姐姐装作瞎了，且准备将淮南军事交给朱延寿。朱延寿信以为真，去广陵受命，杨行密让徐温擒杀之。朱延寿死后，杨行密提拔了徐温和严可求。
天祐二年（905年）九月，杨行密病笃，一次独留自己所亲信的严可求，说他在等时任宣州观察使的长子杨渥，已命节度判官周隐写牒文召来。随后严可求和徐温去见周隐，意识到周隐反对杨渥继位，虽写好了牒文却将其落在了案上。他们取了牒文送给杨渥，杨渥回到广陵。杨行密死后，杨渥继为淮南节度使。

## 效力杨渥及杨渥被刺杀后的局面
天祐四年（907年）三月，权势军阀宣武军节度使朱全忠迫使唐朝末代皇帝唐哀帝禅位，结束唐朝，建立后梁，他就是太祖皇帝。杨渥和其他几个地方军阀拒绝承认后梁皇帝，继续使用唐朝天祐年号，但他已是当时称为弘农（他封弘农郡王）、后来称为吴（杨行密封吴王）的辖区的实际统治者。但当时，因为时任右牙指挥使的徐温和左牙指挥使张颢在同年正月的一场政变中杀了杨渥的很多亲信，实际接管了弘农的绝大部分政务，杨渥的权力受限。严可求在杨渥早期行政中起到的作用不详。
天祐五年（908年），张颢和徐温怕杨渥夺回大权对他们不利，刺杀杨渥，称其病亡。他们最初计划平分淮南归顺后梁，但实施刺杀后，张颢露出自己接管弘农的意思。严可求却对他指出，虽然军府至大，非张颢主事不可，但远离广陵的高级将领刘威、陶雅、李遇、李简不会支持他接手，劝立幼主辅佐。随后他趋出，以杨渥和其弟杨隆演二人的母亲史太夫人的名义写了教令当众宣布，要求将官跪下听教，拥立杨隆演。张颢沮丧，只得妥协让杨隆演继位。副都统朱瑾被严可求当众反对张颢的勇气打动，以兄事之。这可能说明严可求年长于生于867年的朱瑾。
但张颢仍然控制弘农政务，不久任徐温为浙西观察使。严可求对徐温指出，一旦徐温离开广陵，张颢将以杨渥之死归咎之。徐温同意他的分析，向他求助。严可求说服副使李承嗣，一旦徐温被派出广陵，对李承嗣也不利。于是严可求和李承嗣、张颢一起去见徐温，更公然责骂徐温不支持新主，却想离开广陵；徐温“道歉”并请求留下，张颢也妥协了。张颢很快意识到严可求和徐温一伙，于是派刺客去杀严可求。刺客到后，严可求不求饶，却乞求写信对杨隆演道别。刺客读信后被打动，留下了他的性命，只是拿了他的财物。
同时，徐温和严可求计划消灭张颢。严可求又推荐左监门卫将军钟泰章并说服其加入，右衙阁门使翟虔关闭牙城门，钟泰章率壮士三十人刺杀张颢。不久，徐温公开张颢为刺杀杨渥的幕后主使，而后又对杨隆演表态效忠。他实际成为了弘农的摄政。他将政务分割，被任为扬州司马的严可求管军事，骆知祥管财政。两人都在各自的领域表现出能力，也都受到百姓的欣赏，时称“严、骆”。徐温对严可求说：“大事已定，我与公等克己行善政，让人们可以脱下衣服睡觉。”

## 效力杨隆演
天祐六年（909年），名义上同时归顺弘农和后梁、控制抚州的半独立军阀危全讽起事反对弘农，自称镇南节度使，弘农敌国、附庸后梁的楚国派军攻打弘农治下高安以助之。危全讽围攻镇南军部洪州，镇南节度使刘威向弘农总部求援。徐温问严可求可派谁去，严可求推荐自从天祐五年（908年）在苏州被吴越军所败后就拒绝统军并称病的周本。严可求去看周本，直入卧室，迫使周本与他会谈。周本称苏州之败是因为他没有得到统军的全权。严可求答应给他全权，周本接受了。随后周本败俘危全讽，楚军撤退，使弘农完全控制了危全讽的地盘。
危全讽战败后，镇南地区只剩下一个半独立军阀，控制虔州周边的卢光稠，他也和危全讽之前一样同时名义归顺弘农（天祐七年（910年）杨隆演称其父所受封的吴王，弘农改为吴国）和后梁。天祐八年（911年），卢光稠卒，子卢延昌继承了他的地盘，仍名义上同时归顺吴国和后梁。时任淮南节度判官的严可求建议在新淦县置制置使并派兵戍守，图谋虔州，每次更替新淦驻军时，都增加一小部分军队。严可求的计划实施后，新淦的吴军逐渐增加，虔州军并无察觉。
天祐十三年（916年），当时徐温在州遥控吴国军事决定权，留子徐知训作为少摄政在广陵统政。二月辛丑夜，吴国宿卫将马谦、李球劫持杨隆演，将攻徐知训。当夜，徐知训想逃离广陵，但严可求指出一旦他逃跑，情形将不可收拾，于是徐知训没有逃跑。军府众官仍然害怕，严可求睡觉以示无所畏惧，安抚了众人。次早，朱瑾从润州率军至，马谦、李球所部变军畏惧崩溃，马谦、李球被擒杀。
天祐十五年（918年），吴国最终发起攻取当时由卢光稠的老部下谭全播所控制的虔州及其周边的行动，以右都押牙王祺为虔州行营都指挥使。进攻前，严可求招募赣石水工打开赣江水路，使赣江水流为吴国舰队所导，吴国进攻部队很快到了虔州。王祺为谭全播的防御所阻，最终在围虔州时病死，但继任的虔州行营招讨使刘信击败谭全播并攻占虔州，使吴国接管了这一地区。
虔州战事还在进行时，在广陵发生了另一场针对徐知训的图谋。原本和徐知训交好的朱瑾因官居诸道副都统（杨隆演本人为诸道都统），在徐知训之上，遭徐知训嫉妒。徐知训新设静淮军，任朱瑾为节度使，想逐他出广陵。朱瑾被激怒，但表面上仍礼待徐知训，而徐知训也因为骄傲和淫乱与众将官离心离德。朱瑾邀徐知训到家设宴作别，在宴席上刺杀了徐知训，试图请求杨隆演与自己合作；但杨隆演不敢卷入其中，朱瑾被徐温部下子城使翟虔攻打，自杀。徐知训的养兄弟时任润州团练使徐知诰和徐温本人随后赶到广陵控制局势。徐温怀疑泰宁节度使米志诚和朱瑾同谋，想杀米志诚，但严可求怕米志诚抵抗。于是他诈称袁州的吴军大破楚军，召诸将官到军部向杨隆演致贺。将军们到场后，严可求在戟门伏下壮士擒住米志诚，杀米志诚及其诸子。徐温认为很多其他将领也和朱瑾同谋，想大行诛戮。严可求和徐知诰指出徐知训行为无礼自招祸端。徐温的怒气渐渐消减，未大行杀戮。
为应对徐知训死后的局面，徐温因其余诸子年幼，别无他选，以徐知诰为在广陵的少摄政，徐知诰行为谦恭，得到人心。严可求看在眼里，认为徐温应该最终交权给亲子，屡次劝徐温用另一个亲子徐知询代为少摄政。徐知诰得知严可求针对自己，和骆知祥合谋将严可求逐出广陵为楚州刺史。严可求受命后，却去见徐温，指出吴国的名义盟友和后梁共敌晋国对后梁屡战屡胜，晋王李存勖有自称帝号以合法继承唐朝皇帝自居的姿态，因为吴、晋都以复唐为辞，这样一来吴国的政体将无以维持。严可求建议徐温建议杨隆演同样称帝号，重建吴国政体，切断和唐朝的联系。徐温同意了，将严可求留在广陵参总庶政，草具礼仪。徐知诰见不能除掉严可求，就转而决定和他讲和，把女儿嫁给严可求的儿子严续。
天祐十六年（919年），在徐温建议下，杨隆演虽不称帝号，称吴国王，正式与唐朝所授的爵位决裂。新的吴国政府效仿唐制，不再按藩镇编制，严可求被授门下侍郎，为门下省之首（门下省长官侍中自中唐以后就常用作荣衔，很少真正履职，且在杨隆演称国王后下的诏书里无人被任为侍中）。杨隆演于武义二年（920年）过世。临终前，时为大丞相的徐温来朝，议立嗣君，严可求说国王诸子皆不才，引用蜀汉刘备托孤于诸葛亮之事，徐温告诉徐知诰，徐知诰说：“严可求多智，所言未必诚，不过是顺大人意罢了。”徐温自称若想自取吴国，早在张颢之乱时更容易，但杨行密托孤之事不可忘，于是与内枢密使王令谋定计，称杨隆演之命，迎杨隆演弟丹阳公杨溥监国。杨溥继位后，严可求继续效力吴国政府。

## 效力杨溥
顺义元年（921年）十一月，杨溥拜严可求为右仆射。
順義三年（923年），李存勖建立后唐，称帝，就是庄宗皇帝，在曾是通常意义上晋、梁边界的黄河以南夺取据点郓州后不久发动对后梁的最终决战。他派使者到吴国，要求吴和他一起合攻后梁。徐温想派一支舰队北上但不真正实施进攻后梁，而是让舰队观望，帮助胜者。严可求反对，指出后梁可能向吴舰队求援，于是徐温乃止。
同年十月，后唐军攻克后梁都城大梁，城陷前后梁末代皇帝朱瑱自杀，后梁被灭后，后唐使者将灭梁事告知吴国和前蜀，两国都害怕成为后唐的下一个目标。徐温以不派舰队北上责严可求，但严可求认为基于后唐皇帝的个人品行，他的成功不会持久，他笑着说：“我听说唐主得到中原后，志气骄满，御下无法，不出数年，将有内变，我们只要卑辞厚礼，保境安民，等待内变发生。”可能在严可求建议下，杨溥随后拒绝接受庄宗的诏书（以示他是后唐下属的公报）。庄宗不想和吴国决裂，改用书信的形式（即待吴国如平等的邦国），开头为“大唐皇帝致书于吴国主”。吴国回复的公报的开头为“大吴国主上大唐皇帝”，以示尊敬和平等。
同年十二月，吴国派司农卿卢蘋出使后唐。卢蘋出发前，严可求预料到庄宗可能问的问题，秘密教他准备了答案；卢蘋被问到的问题果然如严可求所料。卢蘋回来后，报说庄宗沉湎游猎，吝啬财物，拒绝良言进谏，因而开始引起了民众的怨恨。
順義六年（926年）三月，严可求再被任为兼门下侍郎，加同中书门下平章事，为宰相。
同年四月，庄宗死于兵变，由养兄李嗣源继位为明宗皇帝。消息传到吴国，徐温因严可求预言正确，更加器重他了。
尽管徐知诰先前试图和严可求讲和，严可求和行军副使徐玠继续连年建议以徐知询代徐知诰。因徐知诰孝顺谨慎，徐温一直拒绝，但是於順義七年（927年）徐温終於决定作出行動。他准备亲自前往广陵建议杨溥称帝号，并重新任命徐知诰和徐知询。但当他准备离开昇州时，病了，于是派徐知询代为上表杨溥，并命令他上表后留在广陵。徐知诰闻讯，准备辞去少摄政，求任镇南节度使，但徐知询还在半路，徐温已死，徐知询因而立刻返回昇州，故徐知诰没有真正上表辞职。徐温死后不久，杨溥依其表文所言称帝。
乾貞二年（928年），杨溥派静江统军王彦章、右雄武军使苗璘伐楚，镇北大将军陈璋对严可求说：“朝廷攻打湖湘，为什么不用我陈璋和周本？王彦章和苗璘只能当偏裨罢了。”王彦章果然兵败。
严可求于大和二年（930年）在左仆射、宰相任上过世。

## 轶闻
徐知诰主政时，姑息将校，将校纵禽聚饮扰民，徐知诰想依法制裁，又爱惜将校的才力，以为患，问于严可求。严可求说：“不要紧，发檄文到泰兴海盐诸县禁止养鹰，就可以不令而止了。”徐知诰从之，一月间就见效了。
严可求低微时在阳邑为吏，阳邑县令器重他，待以宾礼，常说：“你当自爱，他日位极人臣，留意我的遗孤。”后来严可求官居宰辅，县令子根据遗命谒见之，严可求赠以一担石一束帛，作不以为意状，不久秘密派人带着数十斤黄金送到县令子门口，说：“不是阳宰的儿子吗？相君奉上黄金以备行李。”又为他租了一间宅子，仆人和马都齐全。县令子改日登门道谢，严可求说：“这只是报答尊府君知遇之恩罢了。”此一见后，终身谢绝不见。其权略如此。
《江表志》将严可求记作严球，称其曾住在金山上，有诗“淮船分螘点，江市聚蝇声”，徐知诰性猜忌，宋齐丘趁机陷害，将严可求装在竹笼里沉于江口。此说被认为不足信。